# アフター・フォーエヴァー
アフター・フォーエヴァー（After Forever）は、オランダのゴシックメタルバンド。2009年に解散。

## 歴史
1995年に、マーク・ヤンセン(G/Vo)、サンダー・ホマンズ(G/Vo)らを中心に「アポカリプス」の名で結成。当初はデスメタルを演奏していたが、女性ボーカル フロール・ヤンセンの加入した1997年を契機に、ゴシックメタルのスタイルに移行し、「アフター・フォーエヴァー」と名も変える。
全盛期
1999年に平均年齢19歳という若さで「トランスミッション・レコード」と契約し、2000年にアルバム『プリズン・オヴ・デザイアー』でデビュー。母国で高い知名度を得ていく。しかし、バンドの中軸だったマーク・ヤンセンが2002年に脱退し、シンフォニックメタルバンド「エピカ」を結成する。残されたバンドは新たなメンバーを補強し、これまでの音楽性を転換したコンセプト・アルバム『インヴィジブル・サークルズ』を2004年に発表。業界から高い評価を得た。
晩年
しかしその後、キーボーディストが脱退。また、ギタリストやドラマーが病に祟られるアクシデントが続く。紆余曲折を経ながらも、2005年にアルバム『リマジン』を発表したが、今度はレコード会社との関係がこじれてしまう。2006年、契約消化のため、コンピレーション・アルバム『メア・クルパ』をリリースし、これを最後に解消した。
同年に、大手レーベル「ニュークリア・ブラスト」と契約したバンドは心機一転し、同年末にバンド名を冠したアルバム『アフター・フォーエヴァー』を発表。翌年にリリースをする。精力的なライブ活動を展開していたが、2009年2月に解散した。

## メンバー

### 最終メンバー
- フロール・ヤンセン (Floor Jansen) - リード・ボーカル (1997-2009)
解散後「リヴァンプ」を結成[2]。その後「ナイトウィッシュ」のライヴサポートを経て正式加入した[3]。
- サンダー・ホマンズ (Sander Gommans) - ギター、ボーカル (1995-2009)
- バス・マース (Bas Maas) - ギター、ボーカル (2002-2009)
- ヨースト・ファン・デン・ブルック (Joost van den Broek) - キーボード (2004-2009)
- リュック・ファン・ヘルヴェン (Luuk van Gerven) - ベース (1996-2009)
- アンドレ・ボルフマン (Andre Borgman) - ドラム (2000-2009)

|  |  |  |  |  |

### 旧メンバー

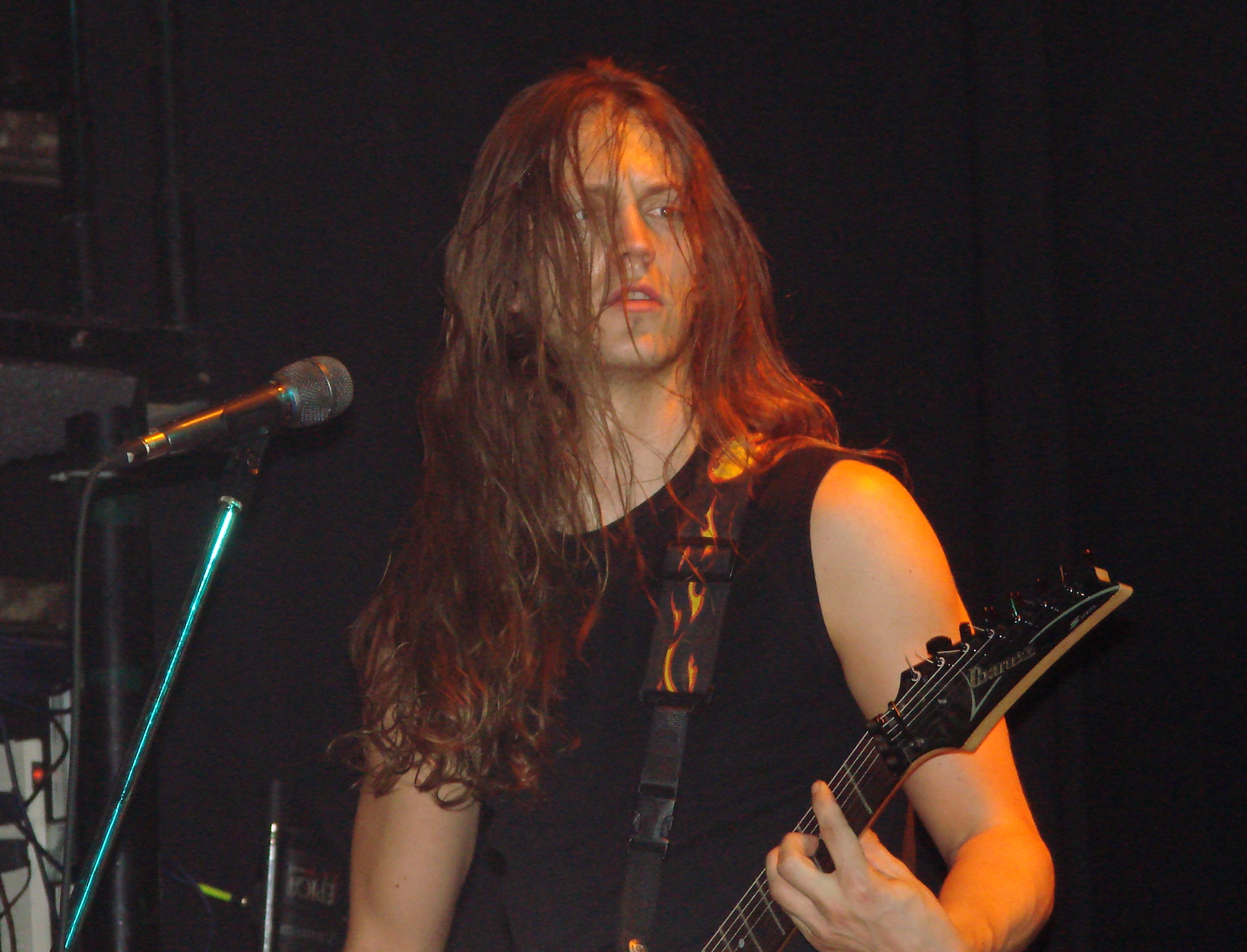
マーク・ヤンセン(G/Vo) (2007年)

- マーク・ヤンセン (Mark Jansen) - ギター、ボーカル (1995-2002)
脱退後、エピカで活動。
- ジョープ・ベッカーズ (Joep Beckers) - ドラムス (1995-2000)
- ジャック・デリセン (Jack Driessen) - キーボード (1995-2000)
- ランド・ファン・ヒルズ (Lando van Gils) - キーボード (2000-2004)

## ディスコグラフィ
- プリズン・オヴ・デザイアー Prison Of Desire (2000)
- Decipher (2001年)
- Exordium (2003・EP)
- インヴィジブル・サークルズ Invisible Circles (2004)
- リマジン Remagine (2005)
- メア・クルパ〜レトロスペクティヴ Mea Culpa (2006・コンピレーション)
- アフター・フォーエヴァー After Forever (2007)